# Federico Pellegrino
Pour les articles homonymes, voir Pellegrino.
Federico Pellegrino, né le 1er septembre 1990 à Aoste, est un fondeur italien spécialiste des épreuves de sprint. Il devient champion du monde de cette discipline lors des mondiaux de Lahti en 2017, édition où il remporte la médaille d'argent du Team sprint avec Dietmar Noeckler. Les deux hommes ont déjà remportés la médaille de bronze lors de l'édition précédente à Falun. Lors des mondiaux 2019 de Seefeld, il remporte deux nouvelles médailles, l'argent du sprint et le bronze en sprint par équipes avec Francesco De Fabiani. Il remporte la médaille d'argent du sprint, disputé en style classique, des Jeux olympiques 2018 de Pyeongchang.
Federico Pellegrino remporte le globe récompensant le vainqueur de la coupe du monde de sprint en 2016, après une troisième place en 2015. Gagnant pour la deuxième fois du petit globe de cristal en 2021, il termine deuxième de ce classement en 2017 et en 2018.

## Biographie

### Jeunesse
Né à Aoste le 1er septembre 1990 de Enrico et Maricla, il a un frère Francesco et une sœur Alice. Il a longtemps vécu à Nus, qui reste pour lui son « paradis ». Il enfile ses premiers skis à 2 ans, mais les occasions de skier sont rares jusqu'à ses 4 ans. Son père, grand passionné de ski de fond sans être pratiquant, souhaite lui transmettre cette passion à son retour des Jeux olympiques de Lillehammer de 1994. À six ans, il commence à skier sur les pistes du vallon de Saint-Barthélemy.
À neuf ans, il atteint l'âge minimal pour intégrer le club de ski de Saint-Barthélemy. En plus du ski de fond, il joue au football le reste de l'année et obtient de bons résultats, réussissant vers 14/15 ans à intégrer la sélection valdôtaine. Aux épreuves régionales en première catégorie, ses résultats ne sont pas des plus remarquables. Comme il le reconnaît, à cette période, obtenir des résultats l'intéressaient moins que de retrouver ses amis, parmi lesquels son cousin Xavier Chevrier, athlète spécialiste d'épreuves de skyrunning et de course en montagne. En grandissant, il apprend néanmoins à savourer le goût et le plaisir de la victoire.
Il habite avec sa fiancée Greta Laurent à Gressoney-Saint-Jean, où il peut s'entraîner avec un groupe d'athlètes de haut-niveau comme François Ronccella ou Francesco De Fabiani.

### Carrière

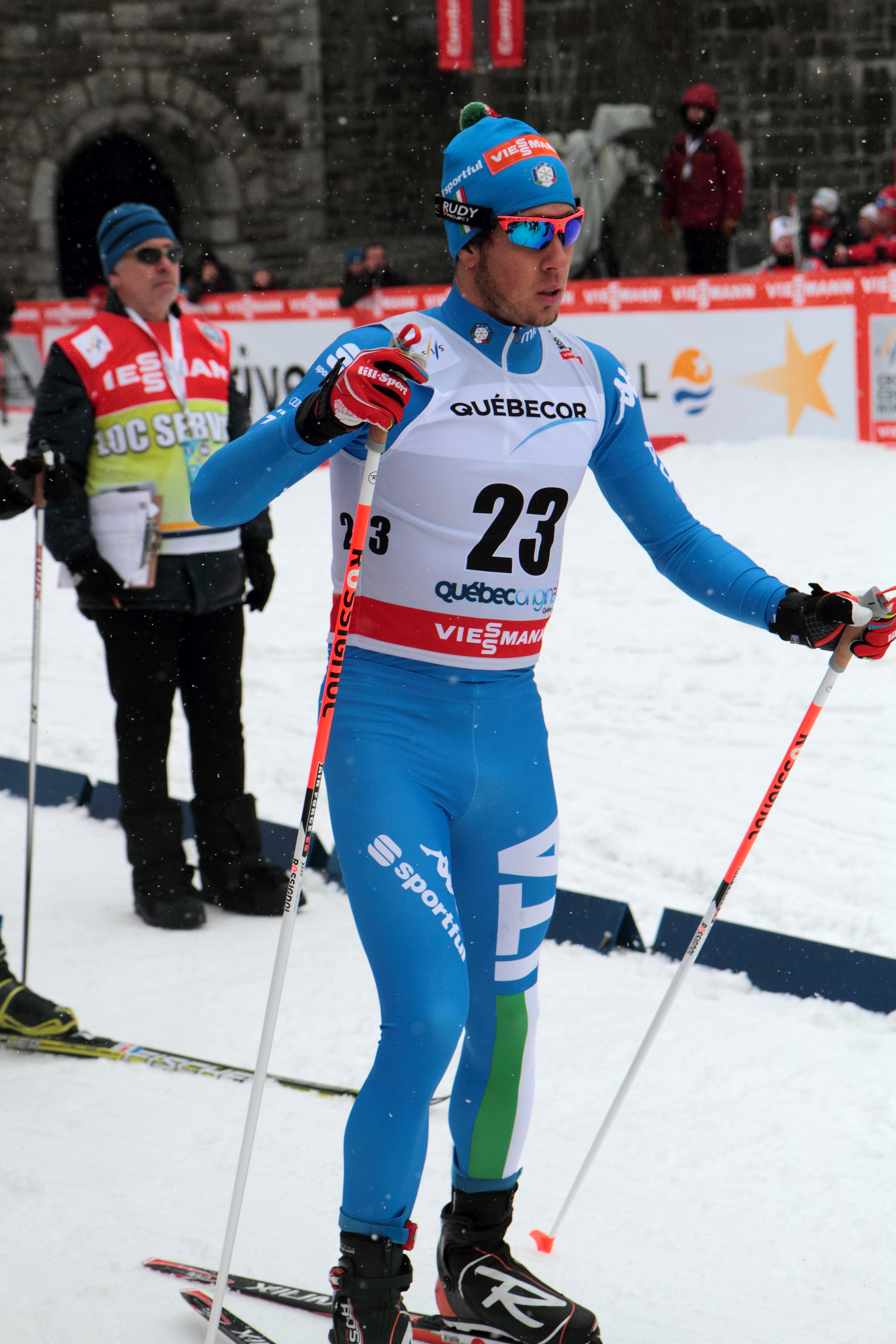
Federico Pellegrino lors de la Coupe du monde de ski de fond 2012-2013 au Québec

Il a eu une belle carrière Junior. Il débute en Coupe du monde en mars 2010 à Drammen, et obtient la médaille de bronze aux mondiaux de Hinterzarten. Il monte dès l'année suivante sur son premier podium à Liberec lors d'un sprint en style libre. En 2013, il devient champion du monde dès moins de 23 ans et termine troisième au sprint classique de Davos.

#### 2014
En décembre 2014, il remporte son premier succès en Coupe du monde au sprint libre de Davos. Il est passé devant Alexey Petukhov et Finn Haagen Krogh, lors de l'épreuve du sprint de la Coupe du monde 2014-2015  à Davos. Avant lui, le dernier italien à remporter un tel succès en Coupe du monde de ski de fond était Giorgio Di Centa, le 5 février 2010. Pellegrino - qui avant dimanche, avait obtenu une troisième et une quatrième place - rentre dans le cercle fermé des skieurs de fond italiens capables de remporter une épreuve du circuit mondial : ils sont 12 comme lui. À la ligne d'arrivée, il est entré en larmes, et a embrassé sa fiancée Greta Laurent.

#### 2015
Le 19 février, après avoir dominé une partie de l'épreuve, le fondeur valdôtain (Médaille d'or) est arrivé cinquième à la finale de l'épreuve sprint en technique classique aux championnats mondiaux de ski nordique à Falun, en Suède. Le vainqueur a été le Norvégien Petter Northug, qui prit le devant sur ses adversaires au cours du sprint. Il repart tout de même avec la médaille de bronze du sprint par équipes avec Dietmar Nöckler.
Le 6 avril 2015, il remporte le Cervinia Ski Sprint, épreuve de démonstration organisée sur une piste préparée sur 200 mètres dans la rue centrale du Breuil-Cervinia. Il bat en finale le spécialiste norvégien Ludvig Jensen.
Le 13 décembre 2015, l'Italien a remporté le sprint en faisant preuve d'un grand professionnalisme et d'une grande expérience, un sprint difficile, très technique et rempli de stratégie. Pellegrino devient ainsi le troisième italien le plus titré de tous les temps après Pietro Piller Cottrer et Christian Zorzi. Le policier de Nus répète le scénario de l'année dernière. Au sprint, le valdôtain a devancé le français Baptiste Gros et le norvégien Sondre Turvoll Fossli.

#### 2016
À Québec, il devient le premier non-scandinave à remporter la Coupe du monde de sprint (après douze victoires norvégiennes et sept suédoises). Il devance Petter Northug dans l'epreuve de technique libre de Québec, le Norvégien partant avec 91 points de retard sur Pellegrino, dans une compétition qui en décernait seulement 100, ce qui signifie que la 5e place du quart de finale lui permet de s'assurer le titre.

#### 2017
Aux championnats du monde, à Lahti, il devient champion du monde du sprint (style libre) en devançant le russe Sergueï Oustiougov et le norvégien Johannes Høsflot Klæbo. Il perd son titre de la Coupe du monde de sprint au profit de Klæbo.

#### 2018
Pour ses deuxièmes Jeux olympiques, il gagne la médaille d'argent sur le sprint classique derrière le numéro un mondial Johannes Høsflot Klæbo et est cinquième du sprint par équipes et huitième du relais. Cet hiver se conclut un total de cinq podiums en sprint dont deux victoires en style libre à Dresde, puis Lahti.

#### 2019
Il gagne le sprint libre du Nordic Opening en début de saison, ainsi que celui de Cogne au mois de février. Aux Championnats du monde 2019, il est de nouveau devancé par Klæbo pour le titre sur le sprint libre et prend la médaille de bronze au sprint par équipes avec Francesco De Fabiani. Il se montre aussi sur les courses de distance aux Finales à Québec, où il arrive sixième, son premier top dix en course par étapes.

### 2020-2021
Lors de la saison 2020-2021, Pellegrino reprend son emprise sur le sprint mondial, gagnant en technique libre à Davos, puis à Dresde, ce qui l'aide à décrocher son deuxième petit globe de cristal pour le classement du sprint en Coupe du monde, alors dominé les saisons dernières par Klæbo. Il n'obtient pas les résultats espérés aux Championnats du monde à Oberstdorf, étant onzième du sprint individuel et cinquième du sprint par équipes.

## Palmarès

### Jeux olympiques d'hiver
| Épreuve / Édition   | Sprint                             | Sprint                             | 15 km                            | 15 km                            | Skiathlon 2 × 15 km              | 50 km | Relais | Relais    |
| Épreuve / Édition   | libre                              | classique                          | libre                            | classique                        | Skiathlon 2 × 15 km              | 50 km | Sprint | 4 × 10 km |
| JO 2014 Sotchi      | 11e                                | Épreuve inexistante à cette date   | Épreuve inexistante à cette date | —                                | —                                | —     | 11e    | —         |
| JO 2018 Pyeongchang | Épreuve inexistante à cette date   | Médaille d'argent, Jeux olympiques | —                                | Épreuve inexistante à cette date | —                                | —     | 5e     | 8e        |
| JO 2022 Pékin       | Médaille d'argent, Jeux olympiques | Épreuve inexistante à cette date   | Épreuve inexistante à cette date |                                  | Épreuve inexistante à cette date |       |        |           |

Légende :
- : première place, médaille d'or
- : deuxième place, médaille d'argent
- : troisième place, médaille de bronze
- : pas d'épreuve
- — : Non disputée par Pellegrino

### Championnats du monde
| Épreuve / Édition           | Sprint                           | Sprint                           | 15 km                            | 15 km                            | Skiathlon 2 × 15 km | 50 km | Relais                    | Relais    |
| Épreuve / Édition           | libre                            | classique                        | libre                            | classique                        | Skiathlon 2 × 15 km | 50 km | Sprint                    | 4 × 10 km |
| Mondiaux 2011 Oslo          | 12e                              | Épreuve inexistante à cette date | Épreuve inexistante à cette date | —                                | —                   | —     | —                         | —         |
| Mondiaux 2013 Val di Fiemme | Épreuve inexistante à cette date | 12e                              | —                                | Épreuve inexistante à cette date | —                   | —     | 5e                        | —         |
| Mondiaux 2015 Falun         | Épreuve inexistante à cette date | 5e                               | —                                | Épreuve inexistante à cette date | —                   | —     | Médaille de bronze, monde | 6e        |
| Mondiaux 2017 Lahti         | Médaille d'or, monde             | Épreuve inexistante à cette date | Épreuve inexistante à cette date | —                                | —                   | —     | Médaille d'argent, monde  | 8e        |
| Mondiaux 2019 Seefeld       | Médaille d'argent, monde         | Épreuve inexistante à cette date | Épreuve inexistante à cette date | —                                | —                   |       | Médaille de bronze, monde | 10e       |
| Mondiaux 2021 Oberstdorf    | Épreuve inexistante à cette date | 11e                              | —                                | Épreuve inexistante à cette date | —                   | —     | 5e                        | -         |
| Mondiaux 2023 Planica       | Épreuve inexistante à cette date |                                  |                                  |                                  | —                   | —     | Médaille d'argent, monde  |           |
| Mondiaux 2025 Trondheim     | Médaille d'argent, monde         | Épreuve inexistante à cette date |                                  |                                  | —                   | —     |                           |           |

Légende :
- : première place, médaille d'or
- : deuxième place, médaille d'argent
- : troisième place, médaille de bronze
- : pas d'épreuve
- — : Non disputée par Pellegrino

### Coupe du monde
- Meilleur classement général : 3e en 2023.
- 2 petits globe de cristal : gagnant de la Coupe du monde de sprint en 2016 et 2021.
- 28 podiums individuels : 12 victoires, 9 deuxièmes places et 7 troisième places.
- 11 podiums en épreuve par équipes : 4 victoires, 3 deuxièmes places et 4 troisièmes places.

#### Courses par étapes
19 podiums :
- Nordic Opening : 1 victoire d'étape.
- Tour de ski : 
  - 14 podiums d'étapes, dont 3 victoires.
- Finales : 2 podiums d'étape.
- Ski Tour Canada : 1 victoire d'étape.
- Ski Tour 2020 : 1 podium d'étape.

#### Détail des victoires
| Épreuve / Édition | Sprint                | Sprint    |
| Épreuve / Édition | libre                 | classique |
| 2014-15           | Davos Rybinsk         |           |
| 2015-16           | Davos Toblach Planica |           |
| 2016-17           | Falun                 |           |
| 2017-18           | Dresde Lahti \|       |           |
| 2018-19           | Cogne                 |           |
| 2020-21           | Davos Dresde          |           |
| 2022-23           | Davos                 |           |

Il a aussi gagné une étape du Tour de ski 2014-2015, le sprint libre du Val Müstair, une étape du Tour de ski 2015-2016, le sprint libre de Lenzerheide, le sprint classique du Ski Tour Canada en 2016l, le sprint libre du Nordic Opening à Lillehammer en 2018 et le sprint libre de Val Müstair.

#### Classements en Coupe du monde
| Saison / Épreuve | Saison / Épreuve | Général | Général | Distance | Distance | Sprint | Sprint |
| Saison / Épreuve | Saison / Épreuve | Class.  | Points  | Class.   | Points   | Class. | Points |
| ---------------- | ---------------- | ------- | ------- | -------- | -------- | ------ | ------ |
| 2010             | 2010             | 149e    | 12      | -        | -        | 84e    | 12     |
| 2011             | 2011             | 43e     | 177     | -        | -        | 13e    | 177    |
| 2012             | 2012             | 49e     | 184     | -        | -        | 17e    | 184    |
| 2013             | 2013             | 43e     | 177     | 71e      | 28       | 14e    | 149    |
| 2014             | 2014             | 22e     | 288     | 81e      | 16       | 7e     | 272    |
| 2015             | 2015             | 14e     | 376     | -        | -        | 3e     | 376    |
| 2016             | 2016             | 16e     | 599     | 59e      | 28       | 1er    | 553    |
| 2017             | 2017             | 22e     | 430     | 58e      | 43       | 2e     | 363    |
| 2018             | 2018             | 10e     | 613     | 39e      | 72       | 2e     | 497    |
| 2019             | 2019             | 8e      | 706     | 41e      | 71       | 2e     | 555    |
| 2020             | 2020             | 16e     | 440     | 52e      | 31       | 4e     | 385    |
| 2021             | 2021             | 4e      | 614     | 35e      | 79       | 1re    | 439    |

### Championnats du monde des moins de 23 ans
| Épreuve / Édition     | Sprint                           | Sprint    | 15 km                            | 15 km                            | Skiathlon 2 × 10 km |
| Épreuve / Édition     | libre                            | classique | libre                            | classique                        | Skiathlon 2 × 10 km |
| Mondiaux 2012 erzurum | Épreuve inexistante à cette date | Ab.       | Épreuve inexistante à cette date | —                                | —                   |
| Mondiaux 2013 Liberec | —                                | Or        | —                                | Épreuve inexistante à cette date | —                   |

### Championnats du monde junior
| Épreuve / Édition          | Sprint                           | Sprint                           | 10 km                            | 10 km                            | 15 km (libre)                    | Skiathlon 2 × 10 km | Relais |
| Épreuve / Édition          | libre                            | classique                        | libre                            | classique                        | 15 km (libre)                    | Skiathlon 2 × 10 km | Relais |
| Mondiaux 2009 Praz de Lys  | Épreuve inexistante à cette date | 25e                              | 44e                              | Épreuve inexistante à cette date | Épreuve inexistante à cette date | —                   | 4e     |
| Mondiaux 2010 Hinterzarten | Bronze                           | Épreuve inexistante à cette date | Épreuve inexistante à cette date | —                                | Épreuve inexistante à cette date | —                   | 7e     |

### Championnats du monde de roller-ski
- Val di Fiemme 2015 :
  -  Médaille d'argent sur le sprint par équipes.
  -  Médaille de bronze sur 25 km libre.

### Championnats italiens
- Médaille d'or du sprint aux Championnats italiens de ski nordique de 2013[3]
- Médaille de bronze du sprint aux Championnats italiens de ski nordique de 2012[3]